# 2003 videójátékai

## Események/Megjelent játékok

### Megjelent játékok
- január 12. — Panzer Dragoon Orta (Xbox)
- január 14. — SimCity 4 (Win)
- Január 25. — Devil May Cry 2 (PS2)
- Február 13. — Tom Clancy’s Splinter Cell (PC)
- Február 17. — Dark Cloud 2 (PS2)
- Február 25. — Master of Orion III (PC)
- Február 26. — Xenosaga Episode I: Der Wille zur Macht (PS2)
- Március 2. — Rayman 3: Hoodlum Havoc (GBA, GC)
- Március 4. — EverQuest: The Legacy of Ykesha
- Március 17. — Pokémon Ruby and Sapphire (GBA)
- Március 18. — Rayman 3: Hoodlum Havoc (PS2, Xbox)
- Március 19. — Tom Clancy's Rainbow Six 3: Raven Shield (PC)
- Március 24. — Amplitude (PS2)
- Március 24. — Rayman 3: Hoodlum Havoc (PC)
- Március 24. — The Legend of Zelda: The Wind Waker (North America) (GC)
- Március 25. — Dynasty Warriors 4 (PS2)
- Március 26. — Galactic Civilizations (PC)
- Április 8. — Midnight Club II (PS2)
- Április 9. — Burnout 2: Point of Impact (GC)
- Április 17. — Final Fantasy XI: Rise of the Zilart (Japán)
- Április 20. — Siren (PS2)
- Május 1. — Burnout 2: Point of Impact (Xbox)
- május 6. - Eve Online (Win, Mac)
- Május 14. — Enter The Matrix (PC)
- Május 20. — Rise of Nations (PC)
- Május 21. — WarioWare Inc.: Mega Microgame$ (GBA)
- Május 27. — Hulk (PC), (PS2), (GC), (Xbox)
- Június 2. — Toontown Online (PC) (Public release)
- Június 3. — Midnight Club II (Xbox)
- Június 20. — Tomb Raider: The Angel of Darkness (PS2)
- Július 1. — Warcraft III: The Frozen Throne (PC)
- Július 1. — Tomb Raider: The Angel of Darkness (PC)
- Július 9. — Star Wars Galaxies: An Empire Divided (PC)
- Július 17. — Star Wars: Knights of the Old Republic (Xbox)
- Július 28. — Mario Golf: Toadstool Tour (GC)
- Augusztus 6. — Silent Hill 3 (PS2)
- Augusztus 13. — Virtua Fighter 4: Evolution (PS2)
- Augusztus 25. — F-Zero GX (GC)
- Augusztus 27. — Otogi: Myth of Demons (Xbox)
- Augusztus 27.  —Soul Calibur II (GC, PS2, Xbox)
- Szeptember 4. — Battlefield 1942: Secret Weapons of WWII (PC)
- Szeptember 8. — Anarchy Online: The Shadowlands (PC)
- Szeptember 8. — EverQuest: Lost Dungeons of Norrath
- Szeptember 16. — Homeworld 2 (PC)
- Szeptember 16. — The Simpsons: Hit & Run (GC, PS2, Xbox)
- Szeptember 17. — Star Wars Jedi Knight: Jedi Academy (PC)
- Szeptember 22. — Command & Conquer: Generals - Zero Hour (PC)
- Október 1. — Freedom Fighters (GC, PC, PS2, Xbox)
- Október 7. — Viewtiful Joe (GC)
- Október 14. — Jak II (PS2)
- Október 14. — Max Payne 2: The Fall of Max Payne (PC)
- Október 20. — SSX 3 (GC, PS2, Xbox)
- Október 27. — Tony Hawk's Underground (GBA, GC, PS2, Xbox)
- Október 28. — Final Fantasy XI (PC) (US)
- Október 29. — Call of Duty (PC)
- November 3. — Fire Emblem (GBA)
- November 3. — True Crime: Streets of LA (GC, PS2, Xbox)
- November 4. — Civilization III: Conquests (PC)
- November 4. — Grand Theft Auto: Double Pack (Xbox)
- November 4. — SOCOM II: U.S. Navy SEALs (PS2)
- November 6. — Prince of Persia: The Sands of Time (PS2)
- November 11. — Beyond Good & Evil (PS2)
- November 11. — Ratchet & Clank: Going Commando (PS2)
- November 11. — SSX 3 (GBA)
- November 12. — Prince of Persia: The Sands of Time (Xbox)
- November 12. — Tom Clancy's Rainbow Six 3: Raven Shield (Xbox)
- November 13. — The Simpsons: Hit & Run (PC)
- November 14. — Kya Dark Lineage (PlayStation 2)
- November 17. — Mario & Luigi: Superstar Saga (GBA)
- November 17. — Mario Kart: Double Dash!! (GC)
- November 18. — Final Fantasy X-2 (PS2)
- November 18. — Prince of Persia: The Sands of Time (GC)
- November 18. — Star Wars: Knights of the Old Republic (PC)
- November 18. —  Manhunt (PS2)
- November 18. — Victoria: An Empire Under the Sun (PC)
- November 19. — Beyond Good & Evil (PC)
- November 19. — Star Wars Jedi Knight: Jedi Academy (Xbox)
- november 20. - Big Rigs: Over the Road Racing (PC)
- November 25. — Max Payne 2: The Fall of Max Payne (Xbox)
- November 30. — Prince of Persia: The Sands of Time (PC)
- December 2. — Beyond Good & Evil (Xbox)
- December 2. — Deus Ex: Invisible War (PC, Xbox)
- December 2. — Max Payne 2: The Fall of Max Payne (PS2)
- December 2. — Silent Hill 3 (PC)
- December 11. — Beyond Good & Evil (GC)